# Class 319
De Class 319 is een in Groot-Brittannië gebruikt treinstel bestemd voor personenvervoer.

## Geschiedenis
| Class       | Operator              | Aantal gebouwd | Bouwjaar  | Aantal wagons per treinstel | Nummers         | Opmerkingen                                                                        |
| ----------- | --------------------- | -------------- | --------- | --------------------------- | --------------- | ---------------------------------------------------------------------------------- |
| Class 319/0 | First Capital Connect | 13             | 1987–1988 | 4                           | 319001 - 319013 |                                                                                    |
| Class 319/2 | First Capital Connect | 7              | 1987–1988 | 4                           | 319214 - 319220 | Opgefriste Class 319/0 1996-1997. Origineel genummerd als 319/0. (319014 - 319020) |
| Class 319/3 | First Capital Connect | 26             | 1990      | 4                           | 319361 - 319386 | Opgefriste Class 319/1 1997-1999. Origineel genummerd als 319/1. (319161 - 319186) |
| Class 319/4 | First Capital Connect | 40             | 1987–1988 | 4                           | 319421 - 319460 | Opgefriste Class 319/0 1997-1998. Origineel genummerd als 319/0. (319021 - 319060) |

## Galerij

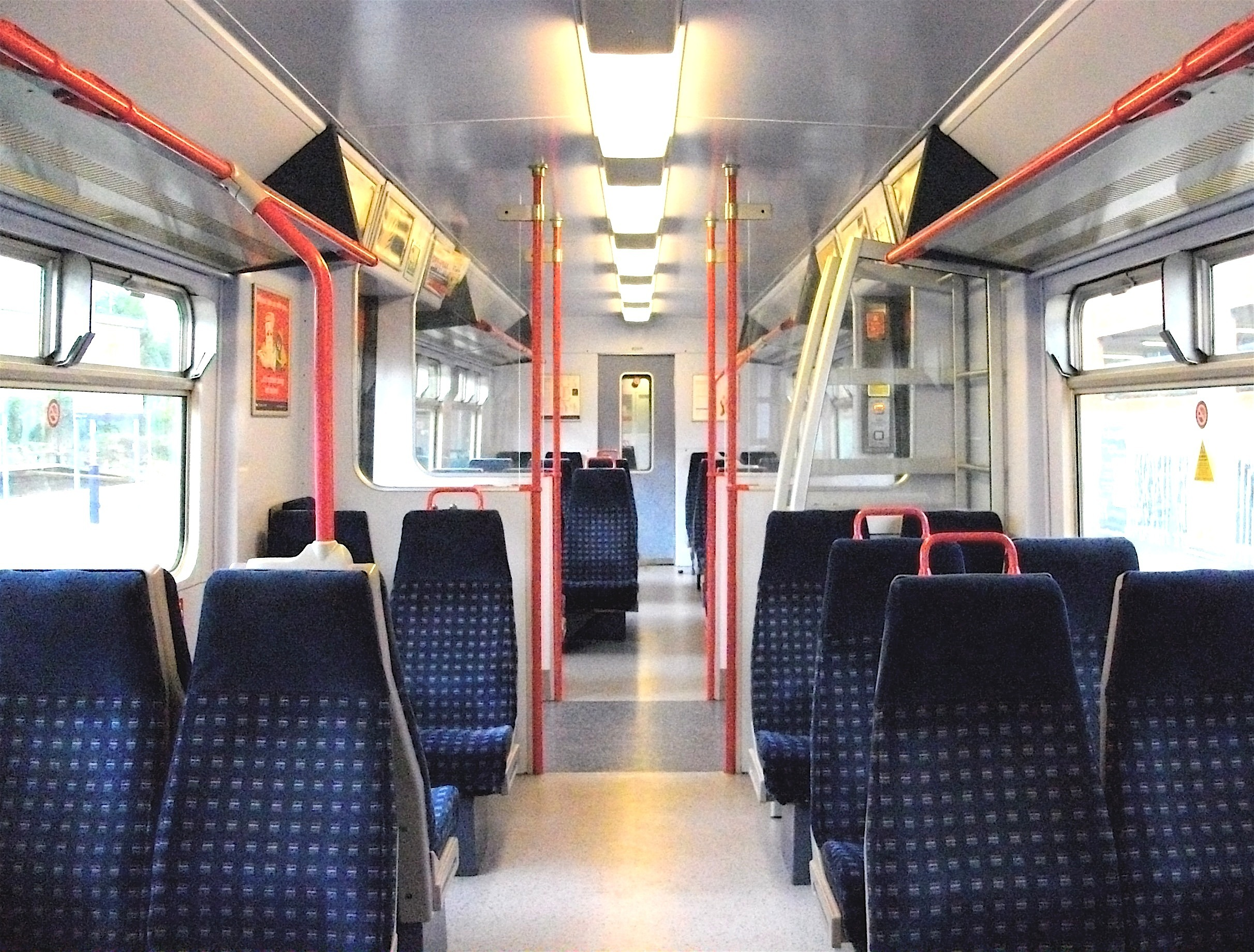
Het vernieuwde interieur van de 2de klasse
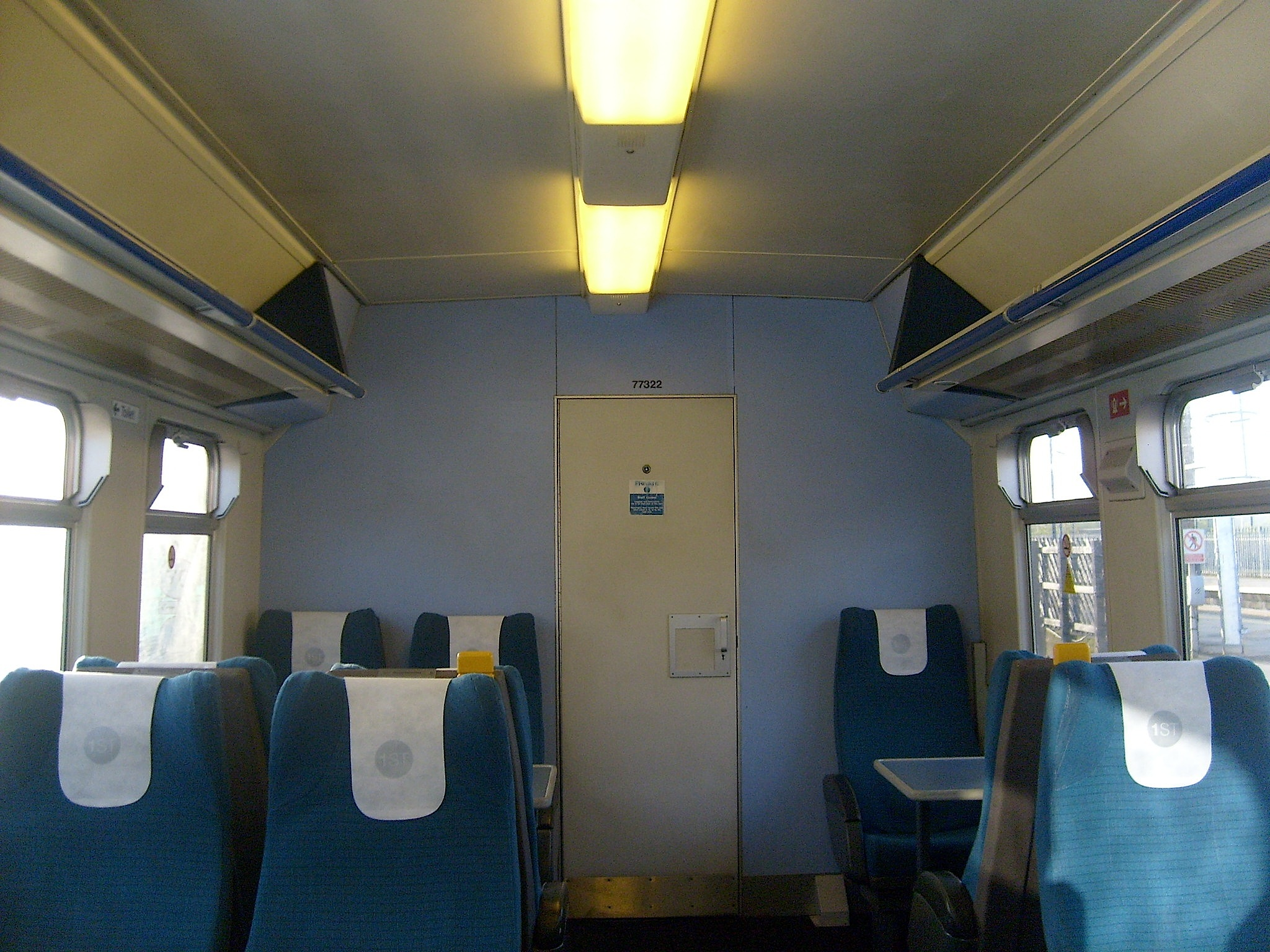
Het vernieuwde interieur van de 1ste klasse